# Ворожцова, Марина Владимировна
Мари́на Влади́мировна Ворожцо́ва (6 ноября 1957, Ханой — 23 июня 2023) — российская флейтистка, солистка ЗКР АСО Санкт-Петербургской филармонии и оркестра Большого театра, артистка Госоркестра России Заслуженная артистка Российской Федерации (2003).

## Биография
Родилась 6 ноября 1957 года в Ханое. Мать: Ворожцова Тамара Павловна (1932—1993), лауреат Государственной Премии СССР в области науки и техники. Отец: Ворожцов Владимир Георгиевич (1931—1980), учёный-востоковед.
Начала заниматься на флейте в 1965 году в возрасте 8 лет в школе им. Гнесиных — класс профессора Григория Мадатова. В 1968 году, с 11 лет продолжила обучение в ЦМШ у профессора Юрия Должикова. В 1981 г. окончила у него же Московскую консерваторию, а в 1984 г. — ассистентуру-стажировку.
С 1981 по 1982 г. солистка оркестра Большого театра. С 1982 по 1994 солистка в Государственном симфоническом оркестре России под управлением Е. Ф. Светланова. С 1994 по 1995 работала в «Оркестре Москвы», с 1996 по 1997 — в симфоническом оркестре «Русская филармония» (Москва). С 1997 года по день смерти — концертмейстр группы флейт в Заслуженном коллективе России академическом симфоническом оркестре Санкт-Петербургской филармонии.
Выступала в ансамбле со Святославом Рихтером, Ю. Башметом и камерным оркестром «Солисты Москвы», с В. Третьяковым, Н. Гутман, О. Каганом, А. Корсаковым, В. Спиваковым.
Скончалась 23 июня 2023 года.

## Награды
- I премия на Международном юношеском конкурсе «Концертино Прага» (1971)
- I премия Всесоюзного конкурса музыкантов-исполнителей на духовых инструментах (1979, Минск)
- Заслуженная артистка России (2003)[1]